# 산청 단계리 박씨고가
산청 단계리 박씨고가(山淸 丹溪里 朴氏古家)는 대한민국 경상남도 산청군 신등면 단계리에 있는, 안채와 사랑채, 문간채와 곳간채가 어우러져 ㅁ자형 평면을 갖춘 집이다. 1985년 1월 23일 경상남도의 문화재자료 제119호로 지정되었다.

## 개요
안채와 사랑채, 문간채와 곳간채가 어우러져 ㅁ자형 평면을 갖춘 집이다.
안채는 1918년에 지었고 그 외의 가옥은 1940년경에 지은 것으로 앞면 5칸 반·옆면 2칸 규모이며 남향으로 자리잡고 있다. 대청마루 북쪽면은 틔우지 않고 도장방을 만들어 물품을 보관하는 공간으로 만들었다.
사랑채는 앞면 3칸·옆면 2칸 크기의 동향집인데 1칸 마루를 넓게 처리하고 2개의 온돌방 앞에 툇마루를 두었다.
안마당의 곳간채는 가운데 기둥 하나와 흙벽이 지붕을 지지하는 구조로서, 민가의 원형에서 발전한 것으로 주목된다.
전통 민가와 상류 주택요소가 적절히 변형·결합된 근대 경상남도 서부 중류 농가의 대표적인 살림집으로, 원래 모습을 비교적 잘 보존하고 있다.

## 참고 자료
- 산청 단계리 박씨고가 - 국가유산청 국가유산포털